# Kanton Gimone-Arrats
Gimone-Arrats   is een kanton van het Franse departement Gers. Het kanton maakt deel uit van de arrondissementen Auch (8) en Condom (28)

In 2019 telde het 13.780 inwoners.

Het kanton werd gevormd ingevolge het decreet van 26 februari 2014 met uitwerking op 22 maart 2015, met Gimont als hoofdplaats.

## Gemeenten
Het kanton omvat volgende  gemeenten: 
- Ardizas
- Avensac
- Bajonnette
- Beaupuy
- Catonvielle
- Cologne
- Encausse
- Escornebœuf
- Gimont
- Giscaro
- Homps
- Labrihe
- Mansempuy
- Maravat
- Maurens
- Mauvezin
- Monbrun
- Monfort
- Razengues
- Roquelaure-Saint-Aubin
- Saint-Antonin
- Saint-Brés
- Saint-Cricq
- Saint-Georges
- Saint-Germier
- Saint-Orens
- Saint-Sauvy
- Sainte-Anne
- Sainte-Gemme
- Sainte-Marie
- Sarrant
- Sérempuy
- Sirac
- Solomiac
- Thoux
- Touget